# Суворов, Евгений Адамович
Евге́ний Ада́мович Суво́ров (30 октября 1934 — 1 августа 2009) — русский советский прозаик, детский писатель.
Член Союза писателей СССР (1976).

## Биография
Родился 30 октября 1934 года в деревне деревня Жизневка, Заларинского района, Иркутской области.
В 1965 году закончил филологическое отделение Иркутского государственного университета.
Работал литсотрудником районной газеты «Социалистическая стройка» (Залари), областных газет «Восточно-Сибирская правда», «Советская молодёжь» (Иркутск), корреспондентом на областном радио.

## Творчество
Первый рассказ опубликован в газете «Советская молодёжь» в 1957 году.
Первая книга «Волчьи ягоды» вышла в 1968 году в Иркутске.

## Награды
- Лауреат премии Губернатора Иркутской области (2008) — в составе творческого коллектива.

## Память
- В 2011 году в Иркутске Государственной телерадиокомпанией «Иркутск» при поддержке Министерства культуры и архивов Иркутской области, а также библиотеки имени Молчанова-Сибирского в рамках проекта «Как слово наше отзовётся…» снят телевизионный фильм, посвященный Евгению Суворову (автор и ведущий — Владимир Скиф, режиссёр — Мария Аристова)[1].

## Избранная библиография
- Мне сказали цыгане… Рассказы. — Иркутск: Вост.-Сиб. кн. изд-во, 1983. — 31 с. — 200000 экз.[2]